# Pyxine elixii
Pyxine elixii är en lavart som beskrevs av Kalb. Pyxine elixii ingår i släktet Pyxine och familjen Physciaceae.   Inga underarter finns listade i Catalogue of Life.